# Marae Taputapuatea
Marae Taputapuatea je starobylý posvátný komplex sestávající z několika marae na ostrově Raiatea, který je součástí Společenských ostrovů ve Francouzské Polynésii. Raiatea se nachází přibližně ve středu „polynéského trojúhelníku“, rozlehlé části Tichého oceánu poseté mnoha ostrovy, která byla lidstvem osídlena jako poslední region Země.
Marae lze popsat jako uzavřený ohraničený prostor obdélníkového půdorysu vydlážděný z čediče či korálových kamenů, na kterém probíhaly náboženské obřady, ale i setkání lodních navigátorů a cestovatelů. Taputapuatea byla politické, obřadní a pohřební centrum východní části Polynésie. V roce 2017 byla oblast Taputapuatea (2,14 ha) zapsána na seznam světového kulturního dědictví UNESCO.

## Fotogalerie

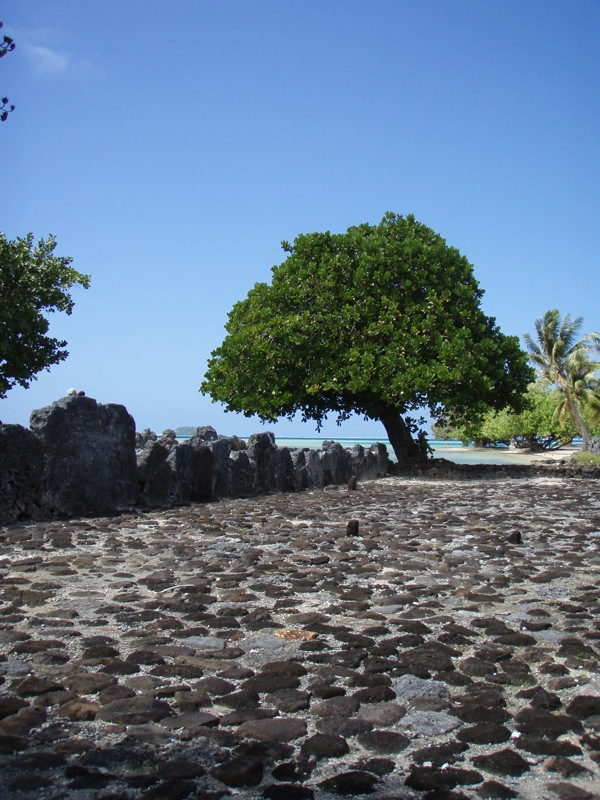
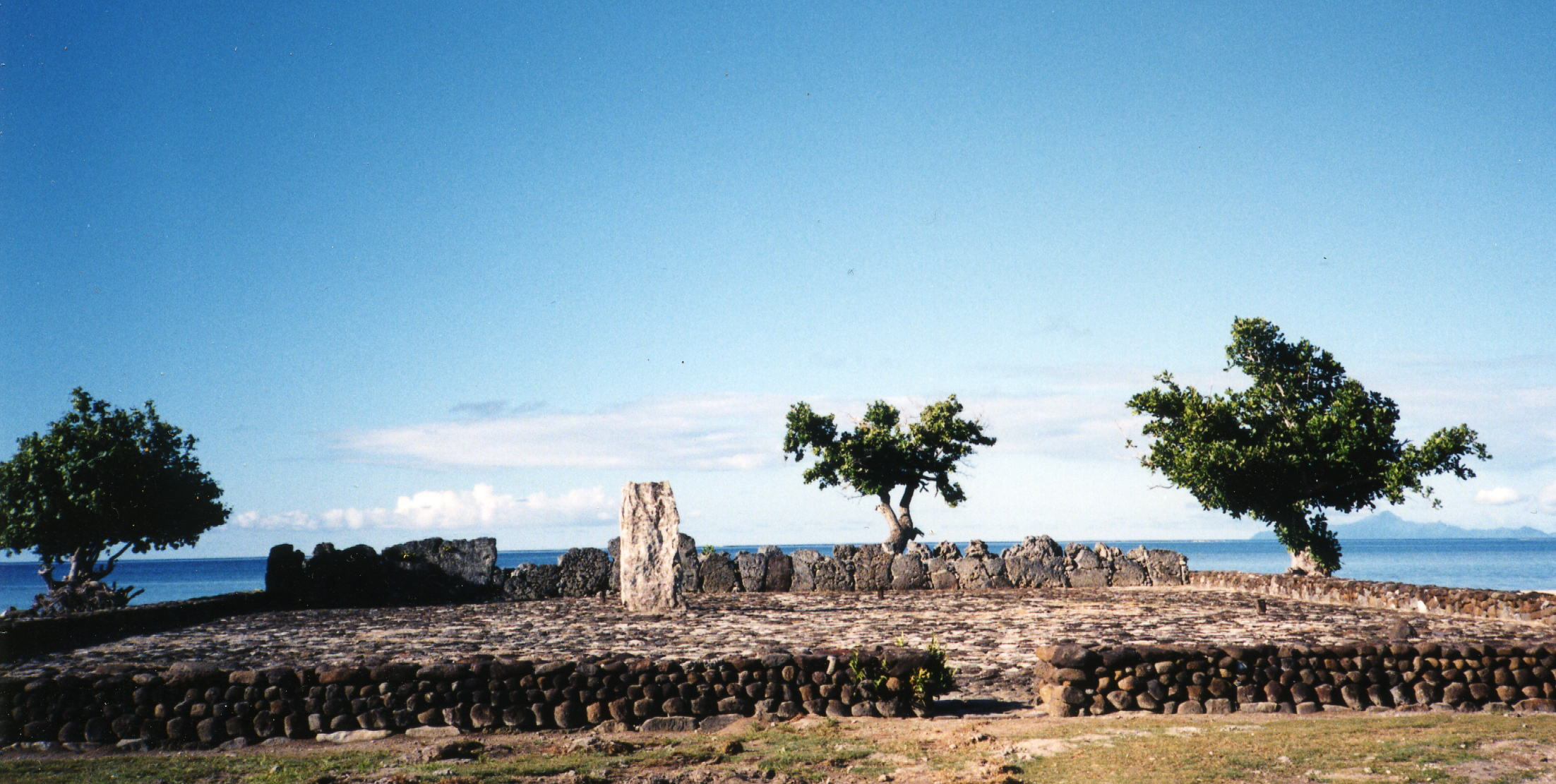